# Верхне-Тагильское водохранилище
Верхне-Тагильское водохранилище (Верхнетагильский пруд) — искусственный водоём на реке Тагил, в городе Верхнем Тагиле Свердловской области России.
Создано в 1720 году для Верхнетагильского чугуноплавильного и железоделательного  завода как заводской пруд. Источник производственного, хозяйственно-бытового водоснабжения и рекреационный водоём.

## География
Плотина расположена в городе Верхнем Тагиле на реке Тагил в 383 км от её устья. 
Большая часть берегов застроены, по плотине проходит улица Ленина. Юго-восточный берег частично покрыт лесом. На левом берегу водоёма расположена Верхнетагильская ГРЭС. Впадают реки: Вогулка слева, образующая основной рукав пруда, и малая река Хмелевка справа в верховьях.

## История
Строительство Верхнетагильского чугуноплавильного и железоделательного  завода в верховьях реки Тагил Никита Демидов начал в мае 1718 года. В январе 1720 года завод был запущен. Плотина его пруда представляла собою деревянный ряж, заполненный землёй, с деревянными ларями (шлюзы). Для строительства этой плотины пригласили плотинного мастера Леонтия Степановича Злобина. Первоначально плотина заводского пруда была в длину 162,1 метра, шириной у основания 42,7 метра и по гребню 32 метра, высотой 8,5 метра. Длина пруда составляла 3 версты. После реконструкций, в 1770 году плотина уже была длиной 192 метра, шириной от 36,3 до 57,6 метра, высотой 4,26-8,5 метра.
В 1776 году в устье Вогулки при впадении её в Верхнетагильский пруд, был создан Вогульский пруд и построен вспомогательный прокатный Вогульский завод.
Современные параметры плотина Верхне-Тагильского водохранилища приобрела при реконструкции в 1956 году, при строительстве Верхнетагильской ГРЭС. Старая плотина была заменена новой, с бетонными водовыпусками и оголовками. Уровень воды был поднят на метр. После этого водохранилище использовалось для водоснабжения ГРЭС: с 1956 до 1961 года как основной пруд-охладитель, а затем в каскаде с Вогульским водохранилищем. В настоящее время в Вогульское водохранилище вода от ГРЭС подаётся через станцию подкачки, затем через его плотину поступает в Верхнетагильский пруд, откуда возвращается на ГРЭС. Таким образом, осуществляется оборотное водоснабжение.

## Морфометрия
Площадь водосбора 191 км², площадь водной поверхности 3,0 км², нормальный подпорный уровень 257,5 м, полный объём 11,4 млн.м³. Максимальная высота плотины 12,5 метра, отметка гребня плотины 258,5 метра, длина 262 метра. В государственном водном реестре площадью 2,6 км², в Энциклопедии Свердловской области 3,6 км².

## Данные водного реестра
По данным государственного водного реестра России, водохранилище относится к Иртышскому бассейновому округу, речному бассейну Иртыша, речному подбассейну Тобола. Водохозяйственный участок — Тагил от истока до города Нижнего Тагила без реки Чёрной.
Код объекта в государственном водном реестре — 14010501421411200010594.